# 電撃PlayStation
『電撃PlayStation』（でんげきプレイステーション）は、KADOKAWA Game Linkageが発行していたゲーム雑誌。発売はKADOKAWA。かつてはアスキー・メディアワークス（旧メディアワークス）により発行されていた。2020年3月28日発売のVol.686をもって定期刊行終了。現在はweb上からの情報発信を行っている。
一般的な略称は「電プレ」だが、SCEが「プレステ」の略称使用を認めていなかった関係から、本誌では「DPS」が主に用いられる。

## 沿革

### 本誌
1994年12月16日、『電撃PCエンジン』（現・『電撃G's magazine』）の増刊として発刊。翌1995年6月に同年8月号として独立創刊して月刊誌となり、1996年6月14日発売の同年6月28日号からは月2回刊へと発行ペースを上げる。1997年1月、CD-ROMつきの増刊である『電撃PlayStation D』（のちにDVD-ROM等を付録とする『電撃PS2』に改称）を発刊。2010年7月22日、誌面リニューアルを行い誌名ロゴを刷新。発売日もそれまでの第2・第4金曜日から第2・第4木曜日に変更になった。2018年7月27日発売の同年9月号から毎月28日発売の月刊誌となる。
『電撃PCエンジン』の増刊から始まったためか当初からマニアックなゲーマーをターゲットとしており、ギャルゲーと攻略情報を重視していた。同時期に創刊された各社のPlayStation誌の創刊号の表紙の多くがキラーソフトである『リッジレーサー』だったのに対して、本誌のみが『プリンセスメーカー ゆめみる妖精』のヒロインを表紙にした。マイナーゲームにも力を入れており、発売当初他誌では取り上げなかった『高機動幻想ガンパレード・マーチ』を大々的に取り上げ、メーカー自身が「広告費ゼロ」と称していた同ゲームの売り上げに大きな影響を与えており、『東京魔人學園剣風帖』『機甲装兵アーモダイン』『九龍妖魔學園紀』なども同様なスタンスをとっている。近年では『モンスターハンター ポータブル』シリーズの扱いが異常に大きく、2008年に発売の『モンスターハンター ポータブル2ndG』の攻略記事が2010年12月に新作の『モンスターハンター ポータブル3rd』が発売されるまで掲載され続けた。
読者ページにも力を入れており、その内容は現在発刊されているゲーム雑誌の中でも随一の濃さを誇る。伊藤勇太、祥人、H・製作所など投稿者からデビューしたイラストレーターも多く、そのほとんどは本誌の表紙や挿絵などを担当しつつなおもハガキ投稿を続けている。過去に採用された投稿作品から特に優秀なものをまとめ、更にリレー小説や扉絵のデジタルデータなど収録のCD-ROMを付録とした「電撃マニアックス」という特別増刊も発売されたことがある。

### 月刊デンプレコミック
漫画の別冊付録は以前からあったが、2016年12月22日発売号から「月刊デンプレコミック」が月1回、付属するようになった。姉妹誌としてウェブコミック配信サイトのComicWalker内で「WEBデンプレコミック」も2018年8月27日に始動。「WEBデンプレコミック」でも元よりオリジナル作品とともに「月刊デンプレコミック」連載の作品の一部が掲載されていたが、電撃PlayStationの定期刊行終了により、未完の連載作品は全て「WEBデンプレコミック」に移籍することになった。その後、2021年9月17日に「WEBデンプレコミック」をリニューアルして新たなWeb漫画誌・「電撃コミックレグルス」が誕生し、「月刊デンプレコミック」での作品を含む「WEBデンプレコミック」時代の作品も移行して連載している。

## 現在
ゲーム発売と同時にインターネット上で攻略情報が氾濫する近年では速報性で不利である上にメーカーからの情報規制を受けるゲーム雑誌の攻略情報記事は時代遅れとなっており、雑誌としての特色は薄れつつある。そのため近年ではゲーム攻略記事からゲーム関連漫画へと中心の転換を計っており本誌記事で人気の漫画家やイラストレーター、読者投稿を中心とする漫画小冊子『電撃4コマ』を毎号付録にしている。過去の別冊付録としては本誌と違った視点からゲームを語るテキストと漫画の小冊子として全10冊が刊行された「電撃Re:Play」や、攻略記事をまとめた冊子として定番化していた「電撃 Play Question SPECIAL」等がある。別冊付録がテキストや攻略中心の冊子から漫画中心の冊子に移行した事からも、編集方針の変遷が窺える。
現在ターゲットとする読者層は、主にキャラクターゲーム・ギャルゲームなどのファン層が中心で、Vol.419における前評判ランキングでは1位が『ペルソナ4』、5位が『遙かなる時空の中で4』である。『ファイナルファンタジーXIII』は3位、発売直前の『METAL GEAR SOLID4』は2位にとどまっており、競合他誌における読者ランキングとかけ離れている事から、読者の嗜好に他誌との隔たりが窺える。公式サイトではフィギュア・男装カフェ・声優関連等のニュースもゲームに関連するものならば、新作ゲーム紹介と同等の扱いで並ぶ。

## 不祥事
- 付録冊子『電撃4コマ』の1コーナーである「中原美少女通信」に掲載された桜本ナオヒサによるイラストが、有名イラストレーターの画集からのトレースだと判明。最初に判明した堀部秀郎からのトレースについては2008年7月に謝罪を行い、連載は打ち切り。その後も松本規之、八宝備仁、INO、いとうのいぢといった他のイラストレーターからのトレースが指摘され全13回のうちの過半数がトレースと判明したが、堀部以外のイラストレーターへの謝罪は公的な場では行われていない。
- 2008年9月26日発売のVol.429にてPS3用ソフト『白騎士物語』（開発：レベルファイブ）が『ファイナルファンタジーXIII』と同じく1080p画質であると記載。さらにレベルファイブ社長である日野晃博がインタビュー内で同作を「『ドラゴンクエスト』の物語性、『ファイナルファンタジー』の映像美、『超人気狩猟アクションゲーム』的[注 3]緊張感を併せ持つ」と他社のゲームを引き合いに出して説明しているかのような記載がされたが『FF13』の解像度はスクウェア・エニックスの公式発表ではなく「担当者の独善的な臆測」であり、日野の発言も実際の発言ではなかったとして次の号では1ページ全部を費やした編集長による謝罪文が掲載された。謝罪文では明記されていないが、実際に発売された『白騎士物語』は720p画質までしか対応しておらず、この点でも虚偽内容であった。
- 2012年7月12日発売のVol.522にて、エクスペリエンスの社長・千頭元および角川ゲームスのインタビュー記事の中に、千頭および角川ゲームス側が発言していない内容が含まれているとtwitter上で千頭が明らかにした。その部分は原稿チェックの際には含まれておらず、チェック後に組み込まれたと話している[6]。
- 2012年8月30日発売のVol.525掲載の電撃コラムス「PS業界大人の話」（鎌田重昭）の中で、Wiiで発売された『ドラゴンクエストX 目覚めし五つの種族 オンライン』を取り上げ、「推測になるが、『ドラクエX』発売時点でWiiをネットに繋げているユーザーは5%〜10%ではないかと言われている」「初週の販売本数40万本程度ではすぐに儲けが出るとは思えない。目標と言われている100万本以上の販売には地道な運営が必要」と書いたが、同年9月13日発売のVol.526において、Wiiのネット接続率や『ドラクエX』の販売目標本数はコラム筆者の臆測で事実ではないとして、1ページ全部を費やした編集長による謝罪文が掲載された[注 4]。「PS業界大人の話」は創刊当初より続いていた長期連載であり、Vol.525は次号に続く形で終わっているが、Vol.526以降掲載されていない。

## 増刊
- 電撃PS2
- 電撃Girl's Style
- 電撃PSP（不定期刊）
- 電撃オンラインD - 2007年8、12月
- DENGEKI PLAYSTATION3 - 2009年5月15日号増刊、2010年1月14日号増刊

## その他
- 東京ゲームショウ2013のSCEブースにて、同じ角川系列のゲーム雑誌である『ファミ通』とのダブル編集の冊子が無料配布され、初のコラボレーションが実現した[7]。
- アーマード・コア マスターオブアリーナのゲストアリーナに編集部の機体が参戦している。